# Bellegarde (Gers)
Pour les articles homonymes, voir Bellegarde.
Bellegarde (Belagarda e Adolins en gascon) est une commune française située dans le sud du département du Gers en région Occitanie. Sur le plan historique et culturel, la commune est dans le pays d'Astarac, un territoire du sud gersois très vallonné, au sol argileux, qui longe le plateau de Lannemezan.
Exposée à un climat océanique altéré, elle est drainée par l'Arrats et par divers autres petits cours d'eau. La commune possède un patrimoine naturel remarquable composé de trois zones naturelles d'intérêt écologique, faunistique et floristique.
Bellegarde est une commune rurale qui compte 159 habitants en 2022, après avoir connu un pic de population de 485 habitants en 1831.  Ses habitants sont appelés les Bellegardais ou  Bellegardaises.

## Géographie

### Localisation
Bellegarde est une commune située dans le Gers.

### Communes limitrophes
Les communes limitrophes sont  Betcave-Aguin, Bézues-Bajon, Masseube, Meilhan, Moncorneil-Grazan, Pouy-Loubrin et Sère.
| Pouy-Loubrin                      | Moncorneil-Grazan | Betcave-Aguin |
| Masseube                          | Bellegarde        | Meilhan       |
| Bézues-Bajon (par un quadripoint) | Sère              |               |

### Géologie et relief
Bellegarde se situe en zone de sismicité 2 (sismicité faible).

### Hydrographie

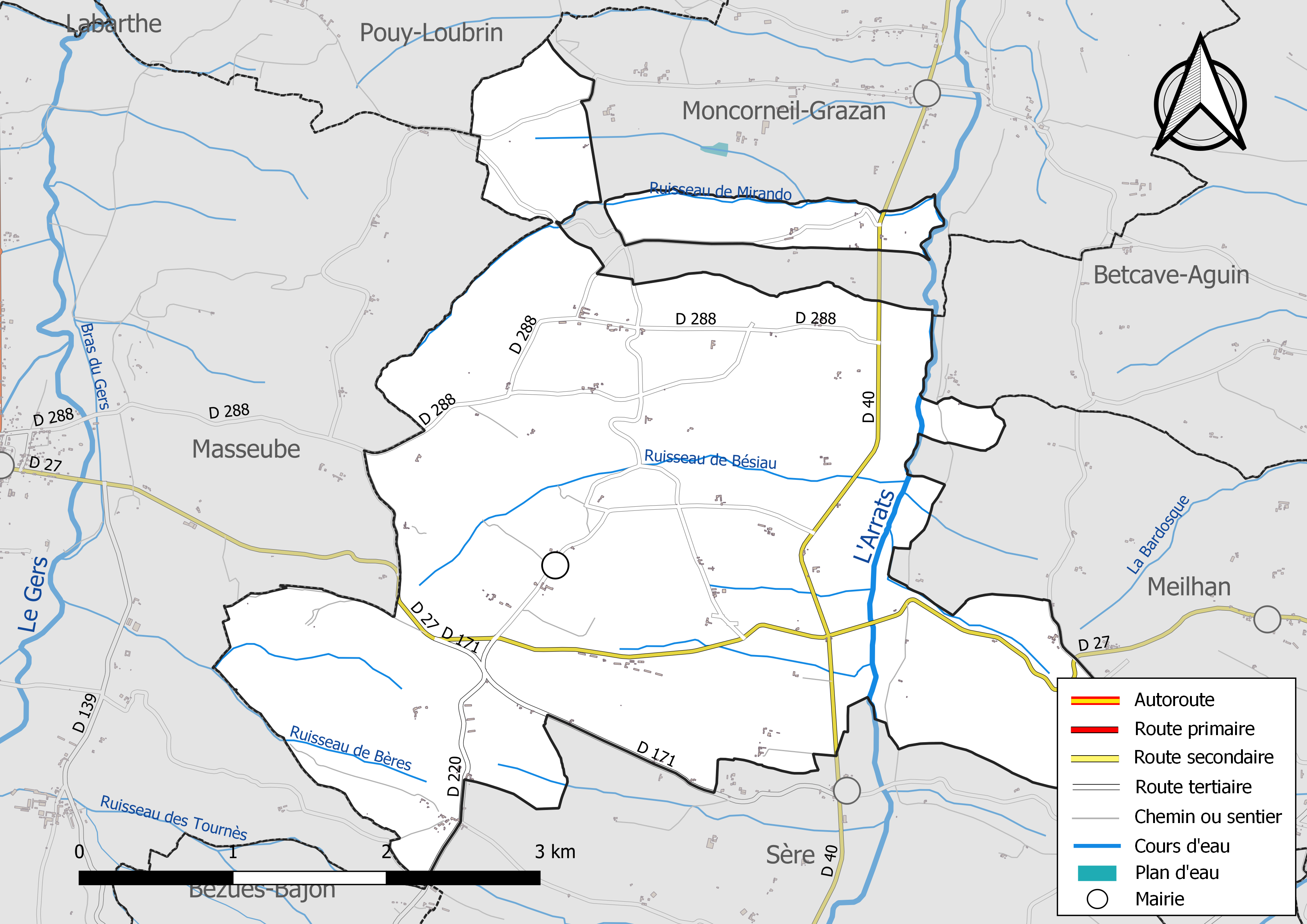
Réseaux hydrographique et routier de Bellegarde.

La commune est dans le bassin de la Garonne, au sein du bassin hydrographique Adour-Garonne. Elle est drainée par l'Arrats, le ruisseau de Bères, le ruisseau de Bésiau, le ruisseau de Mirando et par divers petits cours d'eau, qui constituent un réseau hydrographique de 16 km de longueur totale,.
L'Arrats, d'une longueur totale de 162,1 km, prend sa source dans la commune de Lannemezan et s'écoule vers le nord. Il traverse la commune et se jette dans la Garonne à Saint-Loup, après avoir traversé 66 communes.

### Climat
Pour des articles plus généraux, voir Climat de l'Occitanie et Climat du Gers.
En 2010, le climat de la commune est de type climat océanique altéré, selon une étude s'appuyant sur une série de données couvrant la période 1971-2000. En 2020, Météo-France publie une typologie des climats de la France métropolitaine dans laquelle la commune est toujours exposée à un climat océanique altéré et est dans une zone de transition entre les régions climatiques « Aquitaine, Gascogne » et « Pyrénées centrales »0.
Pour la période 1971-2000, la température annuelle moyenne est de 12,8 °C, avec une amplitude thermique annuelle de 14,9 °C. Le cumul annuel moyen de précipitations est de 831 mm, avec 10 jours de précipitations en janvier et 6,5 jours en juillet. Pour la période 1991-2020, la température moyenne annuelle observée sur la station météorologique la plus proche, située sur la commune de Mirande à 20 km à vol d'oiseau, est de 13,6 °C et le cumul annuel moyen de précipitations est de 818,5 mm,. Pour l'avenir, les paramètres climatiques de la commune estimés pour 2050 selon différents scénarios d’émission de gaz à effet de serre sont consultables sur un site dédié publié par Météo-France en novembre 2022.

### Milieux naturels et biodiversité
L’inventaire des zones naturelles d'intérêt écologique, faunistique et floristique (ZNIEFF) a pour objectif de réaliser une couverture des zones les plus intéressantes sur le plan écologique, essentiellement dans la perspective d’améliorer la connaissance du patrimoine naturel national et de fournir aux différents décideurs un outil d’aide à la prise en compte de l’environnement dans l’aménagement du territoire.
Une ZNIEFF de type 1 est recensée sur la commune :
les « coteaux de Masseube » (1 029 ha), couvrant 3 communes du département et deux ZNIEFF de type 2, : 
- les « coteaux de la Lauze et de l'Arrats » (5 264 ha), couvrant 18 communes du département[14] ;
- les « coteaux du Gers d'Aries-Espénan à Auch » (13 191 ha), couvrant 31 communes dont 28 dans le Gers et trois dans les Hautes-Pyrénées[15].

Carte des ZNIEFF de type 1 et 2 à Bellegarde.
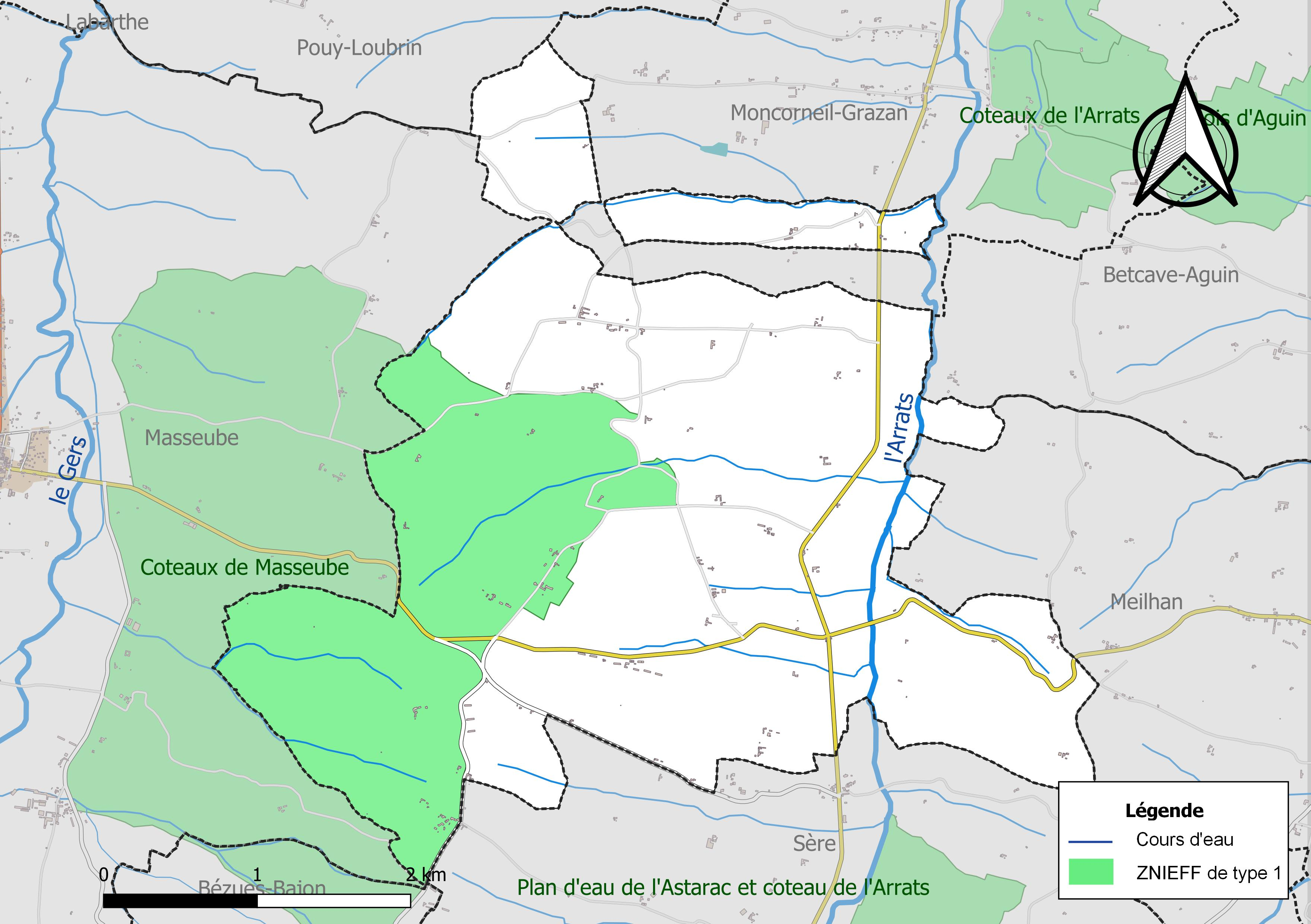
Carte de la ZNIEFF de type 1 sur la commune.
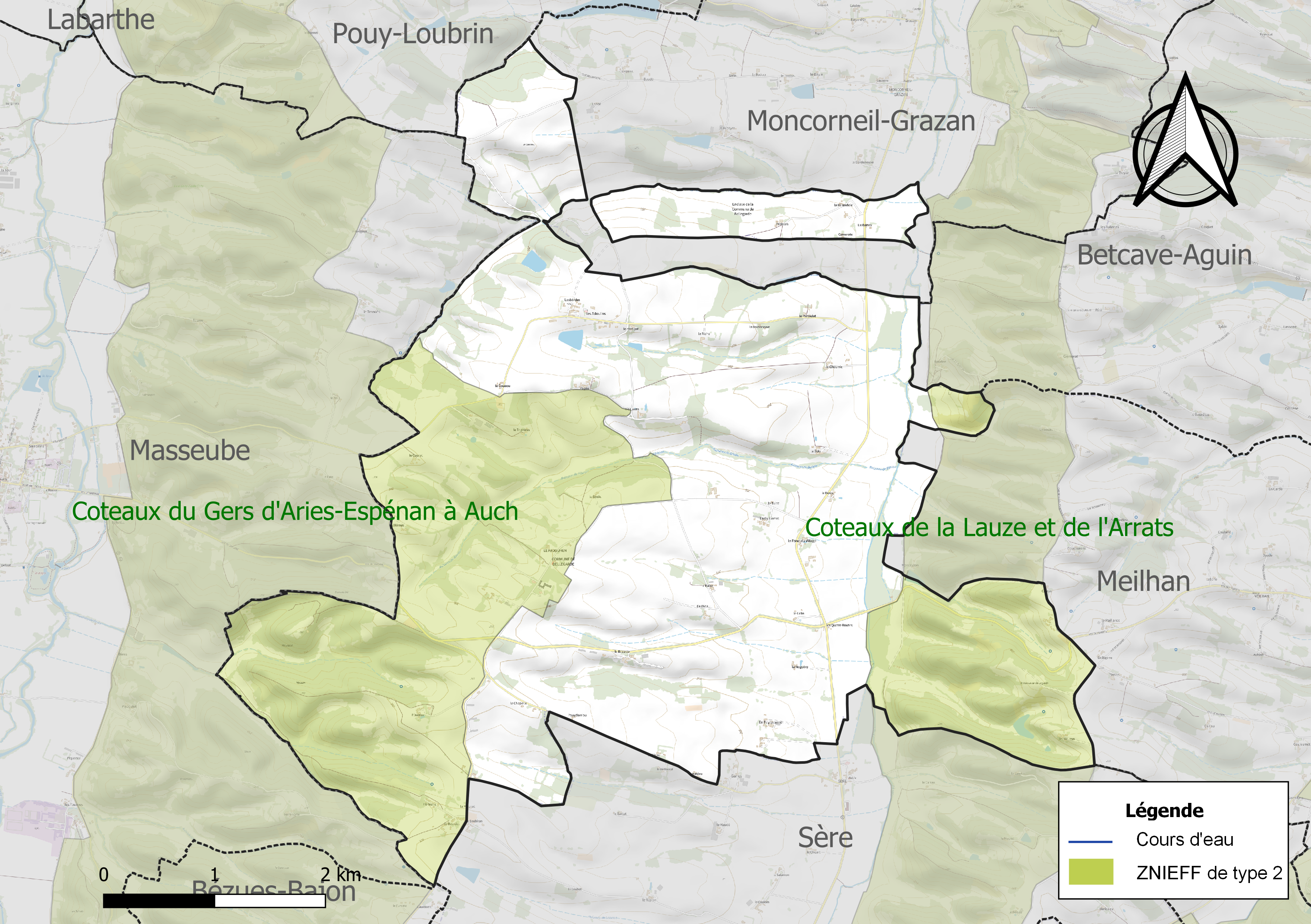
Carte des ZNIEFF de type 2 sur la commune.

## Urbanisme

### Typologie
Au 1er janvier 2024, Bellegarde est catégorisée commune rurale à habitat très dispersé, selon la nouvelle grille communale de densité à sept niveaux définie par l'Insee en 2022.
Elle est située hors unité urbaine et hors attraction des villes,.

### Occupation des sols
L'occupation des sols de la commune, telle qu'elle ressort de la base de données européenne d’occupation biophysique des sols Corine Land Cover (CLC), est marquée par l'importance des territoires agricoles (88,4 % en 2018), en augmentation par rapport à 1990 (86,6 %). La répartition détaillée en 2018 est la suivante : 
zones agricoles hétérogènes (60,9 %), terres arables (17,4 %), forêts (11,6 %), prairies (10,2 %). L'évolution de l’occupation des sols de la commune et de ses infrastructures peut être observée sur les différentes représentations cartographiques du territoire : la carte de Cassini (XVIIIe siècle), la carte d'état-major (1820-1866) et les cartes ou photos aériennes de l'IGN pour la période actuelle (1950 à aujourd'hui).

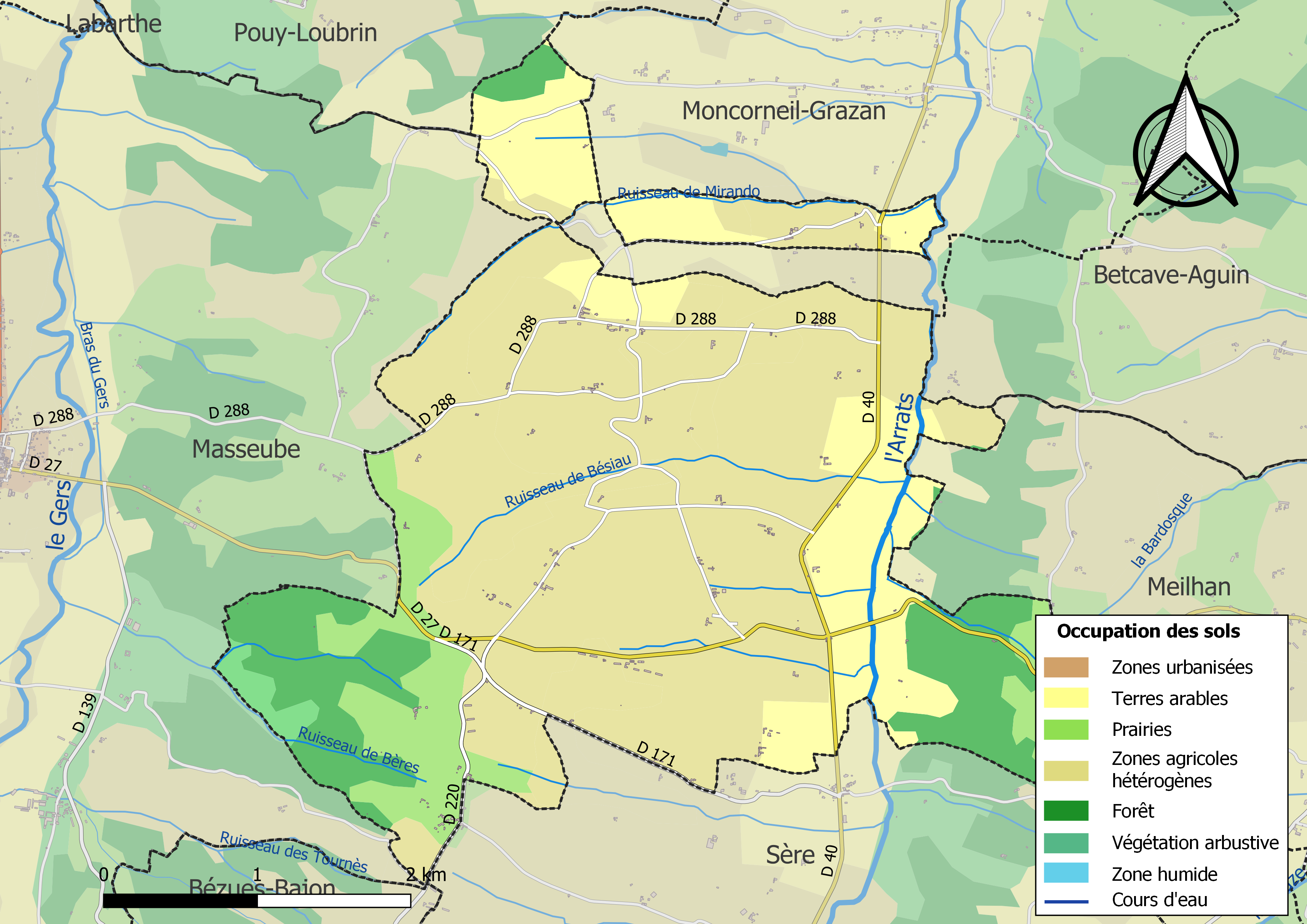
Carte des infrastructures et de l'occupation des sols de la commune en 2018 (CLC).

### Risques majeurs
Le territoire de la commune de Bellegarde est vulnérable à différents aléas naturels : météorologiques (tempête, orage, neige, grand froid, canicule ou sécheresse) et séisme (sismicité faible). Un site publié par le BRGM permet d'évaluer simplement et rapidement les risques d'un bien localisé soit par son adresse soit par le numéro de sa parcelle.

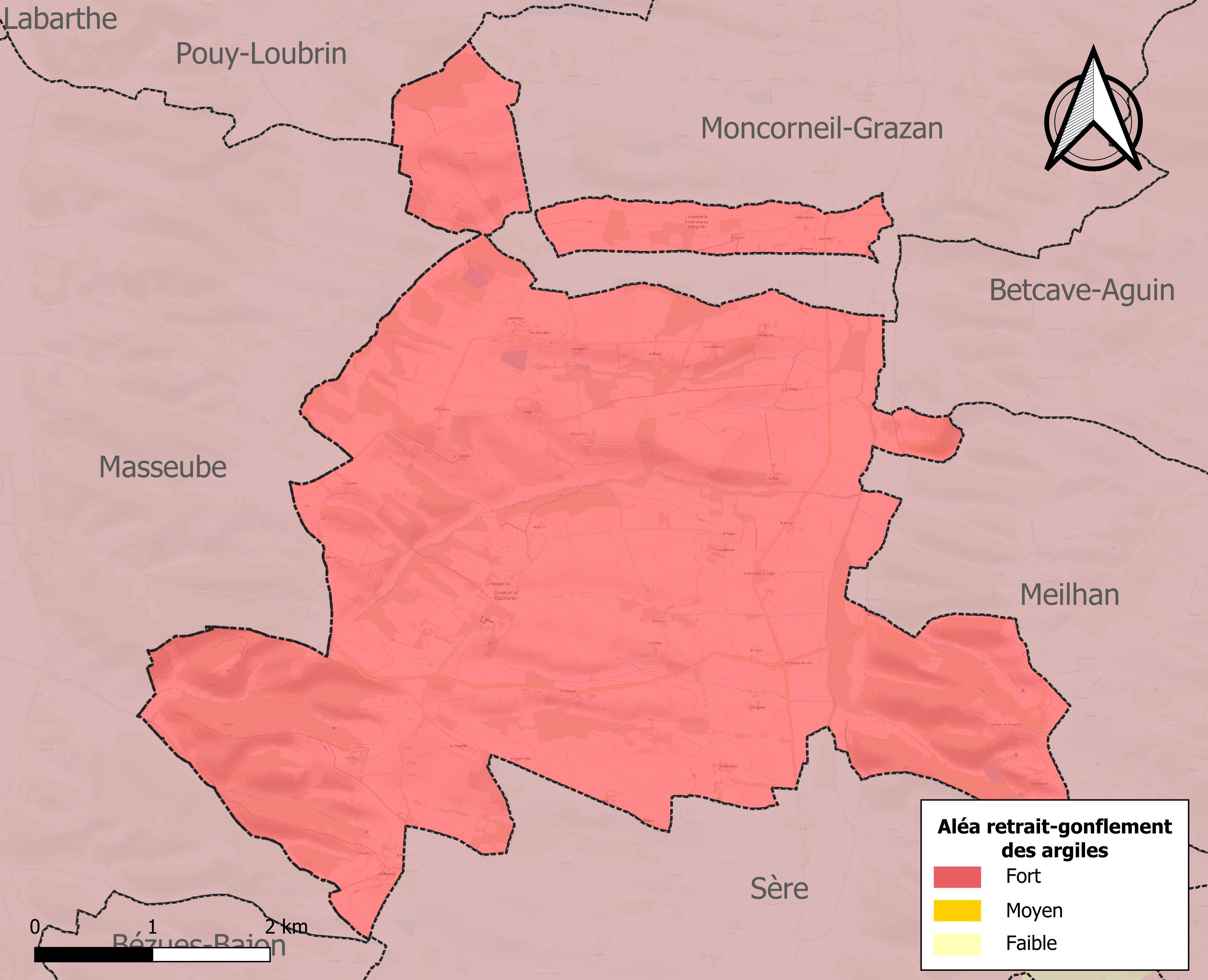
Carte des zones d'aléa retrait-gonflement des sols argileux de Bellegarde.

Le retrait-gonflement des sols argileux est susceptible d'engendrer des dommages importants aux bâtiments en cas d’alternance de périodes de sécheresse et de pluie. La totalité de la commune est en aléa moyen ou fort (94,5 % au niveau départemental et 48,5 % au niveau national). Sur les 83 bâtiments dénombrés sur la commune en 2019, 83 sont en aléa moyen ou fort, soit 100 %, à comparer aux 93 % au niveau départemental et 54 % au niveau national. Une cartographie de l'exposition du territoire national au retrait gonflement des sols argileux est disponible sur le site du BRGM,.
Par ailleurs, afin de mieux appréhender le risque d’affaissement de terrain, l'inventaire national des cavités souterraines permet de localiser celles situées sur la commune.
La commune a été reconnue en état de catastrophe naturelle au titre des dommages causés par les inondations et coulées de boue survenues en 1999 et 2009. Concernant les mouvements de terrains, la commune a été reconnue en état de catastrophe naturelle au titre des dommages causés par la sécheresse en 1989 et 1993 et par des mouvements de terrain en 1999.

## Histoire
En 1822, la commune de Bellegarde absorbe les communes de Pis-Bajon (partagée avec Bézues-Bajon) et Adolins.

## Politique et administration

### Liste des maires
| Période                                  | Période  | Identité                             | Étiquette         | Qualité      |
| ---------------------------------------- | -------- | ------------------------------------ | ----------------- | ------------ |
| avant 1867                               | ?        | Arthur-Charles de Monts (né en 1820) |                   | Propriétaire |
| avant 1981                               | ?        | Marius Pourquet                      |                   |              |
|                                          | 2001     | Michel Estebenet                     |                   |              |
| 2001                                     | 2014     | Patricia Estebenet                   | DVD               |              |
| 2014                                     | En cours | Jean-Philippe Gérault                | DVD puis Horizons | Retraité     |
| Les données manquantes sont à compléter. |          |                                      |                   |              |

## Population et société

### Démographie
| 1793 | 1800 | 1806 | 1821 | 1831 | 1841 | 1846 | 1851 | 1856 |
| ---- | ---- | ---- | ---- | ---- | ---- | ---- | ---- | ---- |
| 286  | 265  | 298  | 279  | 485  | 446  | 434  | 416  | 412  |

| 1861 | 1866 | 1872 | 1876 | 1881 | 1886 | 1891 | 1896 | 1901 |
| ---- | ---- | ---- | ---- | ---- | ---- | ---- | ---- | ---- |
| 428  | 384  | 384  | 371  | 365  | 349  | 333  | 329  | 335  |

| 1906 | 1911 | 1921 | 1926 | 1931 | 1936 | 1946 | 1954 | 1962 |
| ---- | ---- | ---- | ---- | ---- | ---- | ---- | ---- | ---- |
| 323  | 303  | 286  | 290  | 277  | 269  | 255  | 240  | 232  |

| 1968 | 1975 | 1982 | 1990 | 1999 | 2005 | 2006 | 2010 | 2015 |
| ---- | ---- | ---- | ---- | ---- | ---- | ---- | ---- | ---- |
| 203  | 165  | 148  | 150  | 136  | 155  | 159  | 172  | 176  |

| 2020 | 2022 | - | - | - | - | - | - | - |
| ---- | ---- | - | - | - | - | - | - | - |
| 165  | 159  | - | - | - | - | - | - | - |

Note : À partir de 1831, le recensement comprend également les populations des anciennes communes de Pis-Bajon (partagée avec Bézues-Bajon et Adolins, toutes deux réunies à Bellegarde en 1822.

### Manifestations culturelles et festivités
- Fête patronale : 8 septembre[27].

## Économie

### Revenus
En 2018  (données Insee publiées en septembre 2021), la commune compte 66 ménages fiscaux, regroupant 158 personnes. La médiane du revenu disponible par unité de consommation est de 18 830 € (20 820 € dans le département).

### Emploi
|                | 2008  | 2013  | 2018  |
| -------------- | ----- | ----- | ----- |
| Commune        | 5,6 % | 5,1 % | 5,9 % |
| Département    | 6,1 % | 7,5 % | 8,2 % |
| France entière | 8,3 % | 10 %  | 10 %  |

En 2018, la population âgée de 15 à 64 ans s'élève à 93 personnes, parmi lesquelles on compte 80 % d'actifs (74,1 % ayant un emploi et 5,9 % de chômeurs) et 20 % d'inactifs,. Depuis 2008, le taux de chômage communal (au sens du recensement) des 15-64 ans est inférieur à celui de la France et du département.
La commune est hors attraction des villes,. Elle compte 20 emplois en 2018, contre 25 en 2013 et 27 en 2008. Le nombre d'actifs ayant un emploi résidant dans la commune est de 73, soit un indicateur de concentration d'emploi de 26,6 % et un taux d'activité parmi les 15 ans ou plus de 53,7 %.
Sur ces 73 actifs de 15 ans ou plus ayant un emploi, 18 travaillent dans la commune, soit 24 % des habitants. Pour se rendre au travail, 82,1 % des habitants utilisent un véhicule personnel ou de fonction à quatre roues, 1,5 % s'y rendent en deux-roues, à vélo ou à pied et 16,4 % n'ont pas besoin de transport (travail au domicile).

### Activités hors agriculture
8 établissements sont implantés  à Bellegarde au 31 décembre 2019.
Le secteur de la construction est prépondérant sur la commune puisqu'il représente 37,5 % du nombre total d'établissements de la commune (3 sur les 8 entreprises implantées  à Bellegarde), contre 14,6 % au niveau départemental.

### Agriculture
La commune est dans l'Astarac, une petite région agricole englobant tout le Sud du départementle centre-nord du département du Gers, un quart de sa superficie, et correspond au pied de lʼéventail gascon. En 2020, l'orientation technico-économique de l'agriculture  sur la commune est la polyculture et/ou le polyélevage.
|               | 1988  | 2000 | 2010 | 2020 |
| ------------- | ----- | ---- | ---- | ---- |
| Exploitations | 32    | 23   | 16   | 13   |
| SAU (ha)      | 1 078 | 820  | 591  | 539  |

Le nombre d'exploitations agricoles en activité et ayant leur siège dans la commune est passé de 32 lors du recensement agricole de 1988  à 23 en 2000 puis à 16 en 2010 et enfin à 13 en 2020, soit une baisse de 59 % en 32 ans. Le même mouvement est observé à l'échelle du département qui a perdu pendant cette période 51 % de ses exploitations,. La surface agricole utilisée sur la commune a également diminué, passant de 1 078 ha en 1988 à 539 ha en 2020. Parallèlement la surface agricole utilisée moyenne par exploitation a augmenté, passant de 34 à 41 ha.

## Culture locale et patrimoine

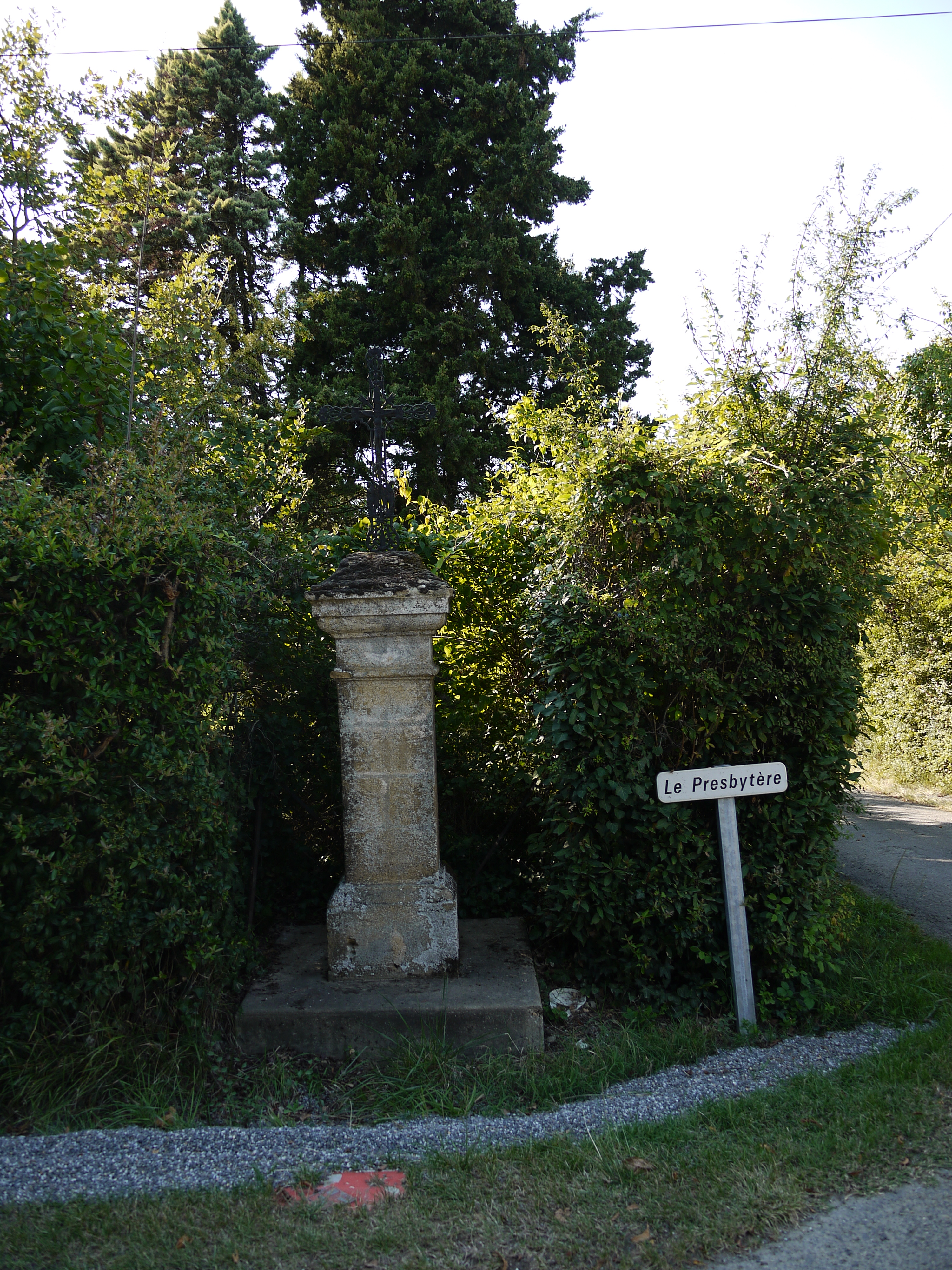
Croix et panneau près du lieu-dit "Le Presbytère" à Bellegarde

### Lieux et monuments
- Château de Bellegarde. Fief des Lagossan dès 1300, puis, par alliance, des Saint-Lary aux XVe et XVIe siècles, la seigneurie de Bellegarde fut vendue en 1618 à Jean-Auguste de La Passe, gouverneur du château de Foix, seigneur de Poussignan et de Mont (Mont d’Astarac)[32]. Il fit faire des travaux considérables pour aménager ce qui est probablement un nouveau château : le cadastre de 1784 signale en effet un site castral plus ancien à l’est de l’église[33]. Le château dispose d’un corps principal et d'une aile en retour d’équerre sur les faces nord et ouest, d’une cour d’honneur fermée à l’est et au sud par une grille et un portail. Le corps de logis, d’un seul étage, est flanqué sur ses angles nord-est et sud-est de pavillons plus hauts d’un étage. La porte principale est particulièrement remarquable : "Précédée d’un perron, assez basse, elle découpe son ouverture rectangulaire entre deux pilastres cannelés. Un fronton cintré, brisé aux volutes supérieures rentrantes, et un édicule à jour ovale la couronnent dans tout un luxe de cuirs, palmettes, mufles léonins, mascarons et cornes d’abondance."[34] De larges douves baignent l’ensemble bâti[35]. Propriété privée, ne se visite pas.
- La chapelle et la motte castrale de Pis. Le château de Pis, indiqué sur la carte de Cassini, a disparu en élévation. La chapelle de Pis est établie sur la motte castrale, dont la basse-cour, en partie cernée d’un fossé, porte la maison « L’Oustau ». Propriété privée, ne se visite pas.
- Le moulin à vent ruiné.
- L'église de la Nativité-de-Notre-Dame de Bellegarde.
- L'église Saint-Martin des Adoulins.

### Héraldique
| Blason de Bellegarde | Blason  | Tiercé en pairle renversé : au 1er de sinople à une pomme de pin d'or, au 2e d'or à une quintefeuille d'azur, au 3e de gueules à une tour d'argent maçonnée de sable. |
| Blason de Bellegarde | Détails | Le statut officiel du blason reste à déterminer. |